# Koenzim B
Koenzim B je koenzim koji je neophodan za redoks reakije u metanogenima. Puno hemijski naziv koenzima B je 7-merkaptoheptanoiltreoninfosfat. Ovaj molekul sadrži tiol, koji je glavno mesto reakcije.
Koenzim B reaguje sa 2-metiltioetansulfonatom (metil-koenzimom M, skraćeno), pri čemu se formira metan u metanogenezi:
Ovu konverziju katalizuje enzim metil koenzim M reduktaza, koja sadrži kofaktor F430 kao prostetičku grupu.
Srodna konverzija koja koristi HS-CoB i HS-CoM je redukcija fumarata do sukcinata, katalizovana fumarat reduktazom: